# Erstaviken
Erstaviken är en fjärd i Stockholms inre skärgård, omgiven av Solsidan, Älgö och Tyresö socken. Vid viken återfinns bland annat Erstaviksbadet och herrgården Erstavik. Vikens norra del hör till Nacka kommun medan den södra delen hör till Tyresö kommun. Den inre delen ägs av Erstavik.